# Proximity ligation assay
 (mai 2014).
Si vous disposez d'ouvrages ou d'articles de référence ou si vous connaissez des sites web de qualité traitant du thème abordé ici, merci de compléter l'article en donnant les références utiles à sa vérifiabilité et en les liant à la section « Notes et références ».
Le test de lien entre protéines (Proximity Ligation Assay) est une technique qui étend les capacités de mesure de la présence ou de la concentration d'une protéine dans une solution. Elle permet de détecter directement la présence de protéines, leurs interactions ainsi que leurs modifications avec une importante précision.

## Principe
Deux anticorps primaires (de type A) reconnaissent l'antigène cible fixé à la cellule. Deux autres anticorps, spécifiques aux anticorps A et avec un brin d'ADN attaché à eux, vont venir se lier aux anticorps A. Lorsque ces deux anticorps sont proches, les brins d'ADN peuvent interagir suivant l'addition de deux amplifications circulaires de l'ADN.